# Liberta Sports Club
El Liberta Sports Club es un equipo de fútbol de Antigua y Barbuda que juega en la Primera División de Antigua y Barbuda, la primera división de fútbol en el país.

## Historia
Fue fundado el 29 de enero de 1991 en la ciudad de Liberta y es un equipo que no tiene ninguna relación con el Liberta FC, equipo dos veces campeón de la Primera División de Antigua y Barbuda en la década de los años 1980. El club forma parte de la organización deportiva Liberta SC, la cual históricamente ha estado vinculada principalmente al críquet.
En la temporada 2015/16 es campeón de la segunda categoría, logrando por primera vez el ascenso a la Primera División de Antigua y Barbuda. En la temporada 2018/19 es campeón nacional por primera vez luego de vencer de visita 3-0 al Parham FC.

## Palmarés
- Primera División de Antigua y Barbuda: 1

2018/19
- Primera Liga de Antigua y Barbuda: 1

2015/16
- Segunda Liga de Antigua y Barbuda: 1

2012/13

## Jugadores

### Plantilla 2021-22
- DEF Jamoy Stevens
- DEF Kobe Williams
- MED Lennox Julian
- MED Avier Christian
- MED Shevorn Phillip
- DEL Jesús Rodríguez
- 🇨🇺 DEF Yaisniel Nápoles